# بني طيلب (الكدية البيضاء)
بني طيلب هو دُوَّار يقع بجماعة الكدية البيضاء، إقليم تارودانت، جهة سوس ماسة في المملكة المغربية. ينتمي الدوّار لمشيخة الكدية البيضاء التي تضم 10 دواوير. يقدر عدد سكانه بـ 1985 نسمة حسب الإحصاء الرسمي للسكان والسكنى لسنة 2004.

## روابط خارجية
- البوابة الوطنية للجماعات الترابية نسخة محفوظة 12 مارس 2018 على موقع واي باك مشين.
- المندوبية السامية للتخطيط